# 普拉维尼站
普拉维尼站是图库姆斯-叶尔加瓦铁路线上的一个火车站，车站建于1926年。

## 历史
普拉维尼站于1926年启用，用于转运通过窄轨铁路从当地石灰采石场运来的材料，以满足里加水泥厂的需要。1934年，普拉维尼站成为了一个正式的火车站。第二次世界大战期间，从车站到莱斯特内斯泥炭厂修建了一条窄轨铁路。自1998年以来，当里加-叶尔加瓦-文茨皮尔斯火车改道通过尤尔马拉时，该站就不再使用。

## 图集

冬天的普拉维尼站